# Голубовка (Жмеринский район)
Голубовка (укр. Голубівка) — село на Украине, находится в Жмеринском районе Винницкой области.
Код КОАТУУ — 0521085206. Население по переписи 2001 года составляет 121 человек. Почтовый индекс — 23126. Телефонный код — 4332.
Занимает площадь 0,44 км².

## Адрес местного совета
23126, Винницкая область, Жмеринский р-н, с. Севериновка, ул. Ленина